# Comitê Militar de Recuperação Nacional (República Centro-Africana)
O Comitê Militar de Recuperação Nacional (em francês:  Comité militaire de redressement national) foi o governo da República Centro-Africana de 2 de setembro de 1981 a 21 de setembro de 1985. Foi um governo militar nomeado pelo presidente da República Centro-Africana, o General André Kolingba, após um golpe de Estado que depôs David Dacko da presidência em 1981.

## Composição
O Comitê Militar de Recuperação Nacional era originalmente composto por 23 membros, incluindo quatro Secretários de Estado, todos militares. Era presidido pelo general André Kolingba, chefe de estado, chefe de governo e ministro da Defesa e dos Veteranos.